# Мехтхилд фон Куик-Арнсберг
Мехтхилд фон Куик-Арнсберг (на немски: Mechtild von Cuyck-Arnsberg; * ок. 1235; † сл. 13 август 1298) от Дом Куик е графиня от Арнсберг, наследничка на Вефелсбург в Бюрен, Вестфалия, и чрез женитба графиня на Валдек.

## Произход
Тя е дъщеря на граф Готфрид III фон Арнсберг († 1284/1287) и втората му съпруга графиня Аделхайд фон Близкастел († 1272), дъщеря на граф Хайнрих фон Близкастел († 1237) и съпругата му Агнес фон Сайн († 1259).

## Фамилия
Мехтхилд фон Арнсберг се омъжва на 4 септември 1263 г. за граф Хайнрих III фон Валдек (* 1225/1230; † 1267), син на граф Адолф I фон Валдек и Шваленберг († 1270) и първата му съпруга София († 1254). Те имат децата:
- Адолф II (* ок. 1250; † 13 декември 1302), през 1270 – 1276 г. граф на Валдек, отказва се, от 1301 г. епископ на Лиеж
- Готфрид (* ок. 1255/1260; † 14 май 1324), от 1304 г. епископ на Минден
- Ото I († 11 ноември 1305, убит в плен), от 1275/1276 г. последва брат си Адолф II като граф на Валдек, женен 1276 г. за София фон Хесен (1264 – 1331), дъщеря на ландграф Хайнрих I фон Хесен
- Аделхайд (* ок. 1264; † 1339/1342), омъжва се 1276 г. за Симон I фон Липе († 1344)
- Хайнрих, каноник в Падерборн и Фрицлар (fl. 1266/79)